# Propionil-coenzima A
Il propionil-coenzima A (Propionil-CoA) è, dal punto di vista chimico, un tioestere, ovvero il prodotto della condensazione di un tiolo, che in questo caso è il coenzima A e l'acido propionico. 
Dal punto di vista biochimico, la molecola è la forma in cui l'acido propionico è attivato: questo grazie all'intrinseca instabilità (ovvero elevata reattività) del legame tioestereo.